# عقد اللآل في تاريخ أوال (كتاب)

عقد اللآل في تاريخ أوال

كتاب يؤرخ للبحرين عبر عصورها المختلفة من تأليف المؤرخ البحريني الشيخ محمد بن علي التاجر.

## مقدمة
يروي لنا الصحفي إبراهيم بشمي في مقدمته لكتاب عقد اللآل في تاريخ أوال، عن قصة حصولة على النسخة المخطوطة لهذا الكتاب، ففي إحدى جلسات الأدب والثقافة بمدينة الشارقة جلست مجموعة من المثقفين تتناقش حول الكتب المؤلفة والمترجمة التي كتبت حول منطقة البحرين والخليج، وكان إبراهيم بشمي من ضمن الحضور في تلك الجلسة، فذكر ثلاثة من الكتب المحلية التي تعتبر من الكتب المفقودة، أولها هو (عقود اللآل في تاريخ جزائر أوال) للشيخ محمد بن علي التاجر والآخر هو كتاب ألفه الأستاذ ناصر الخيري والكتاب الأخير ألفه شخص من سكنة جزيرة دارين. وإذا بأحد الحضور يفاجأه بأن لديه نسخة مخطوطة من كتاب التاجر وانه على استعداد بأن يعطيه إياها بشرط أن يقوم بطباعتها، وهذا بالفعل ما قام به إبراهيم بشمي عام 1994 م.
و تتكون النسخة المكتوبة بخط اليد من 160 صفحة من حجم الفولسكاب. ومن الملاحظ ان مسودة هذا الكتاب لم يكملها الشيخ محمد علي التاجر، حيث ان كثيرا من التواريخ أو المعلومات تركها فارغة حتى يستكملها كما يبدو فيما بعد كعادة المؤرخين ولكنه للأسف لم يكملها ابدا.

## تقسيم الكتاب
يقع الكتاب المطبوع في 162 صفحة وهو مقسم إلى قسمين في كل قسم أربعة أبواب، كالآتي:
القسم الأول: وفيه تعريف بالبحرين كجغرافية وشعب.
• الباب الأول: وفيه 7 فصول.
• الباب الثاني: في لؤلؤها ومغاصاته، وفيه 8 فصول.
• الباب الثالث: في تقسيمات بلاد البحرين، وفيه 5 فصول.
• الباب الرابع: في أحوال عرب البحرين، وفيه 3 فصول.
القسم الثاني: وهو تاريخ البحرين من العصور الأولى.
• الباب الأول: في التاريخ القديم إلى الفتح الإسلامي، وفيه 17 فصلا.
• الباب الثاني: الفتح الإسلامي، وفيه 39 فصلا.
• الباب الثالث: في استيلاء ال خليفة على البحرين، وفيه 45 فصلا.
• الباب الرابع: في انقلاب 1923 م، وفيه 5 فصول.

## طباعة الكتاب
قامت مؤسسة الأيام للطباعة والصحافة والنشر بطبع الكتاب في البحرين عام 1994 م وهو من إعداد وتقديم إبراهيم بشمي.

## المؤلف والكتاب

### التعريف بالمؤلف
مؤلف الكتاب هو الشيخ محمد بن أحمد بن عباس التاجر آل نشرة الماحوزي ينتسب إلى إحدى الأسر العلمية المعروفة في قرية الماحوز (قرية قديمة وسط المنامة تشتهر برجال العلم) بالمنامة. تنقل مع والده بين البحرين والهند فوالده كان من تجار اللؤلؤ إلى أن استقر به المقام عام 1911 في البحرين ودرس محمد على التاجر في البحرين على يد المعلم طربوش وتعلم على يد خديجة بنت نصر العصفور مبادئ الحساب والقراءة والقرآن ودرس أيضاً في مدارس العجم في الهند أثناء سفره مع والده في تجارة اللؤلؤ إلى الهند وعمل في مقتبل عمره في العقارات والأراضي الزراعية ثم أنشأ مع ثلة من المثقفين مكتبة عامة في المنامة وهي مكتبة إقبال وأوال سنة 1913 ثم اشترى مع أخيه سلمان الذي كان مولعاً بالأدب مكتبة تجارية تم افتتاحها سنة 1921 وسميت بالمكتبة العباسية قرب سوق الطواويش في المنامة وساهم في تأسيس المدرسة الجعفرية سنة 1946 وكان أحد أعضاء المجلس الإداري ويعد أيضاً أحد مؤسسي دائرة الأوقاف الجعفرية ودائرة أموال القاصرين وكان مولعاً بالأدب والتاريخ وألف كتابين هما عقد اللال في تاريخ أوال وله مؤلف آخر وهو منتظم الدرين في تراجم علماء وأدباء الأحساء والقطيف والبحرين وتوفي التاجر في المنامة ودفن فيها في رمضان 1387 للهجرة الموافق ديسمبر 1967.

### فكرة الكتاب ودوافع تأليفه
يؤكد المؤلف بان لأخيه الأكبر الشيخ سلمان التاجر الفضل في ترسيخ فكرة دراسة تاريخ جزر البحرين والتأليف فيه إذ يقول: "لا يسعني إلا التنويه بذكر من له الفضل لبذر هذا الزرع ونمو هذا الفرع أخي وشقيقي الفاضل الشيخ سلمان بن المرحوم الحاج أحمد بن عباس التاجر فإنه رحمه الله قد تغلغل هذا العزم في أعماق فكرة قلبت مدة مديدة لا يمر بشاردة ولا واردة تتعلق بالموضوع إلا قيدها ولكن بمزيد من الأسف عاجلته المنية وحالة بينه وبين بلوغ هذه الأمنية وهو في أول الطريق: "ذكر إبراهيم بشمي أن اسم أخاه هو عباس بن سلمان بن أحمد التاجر والأصح ما أورده التاجر في كتابه باسم سلمان بن أحمد عباس" أما عن اختياره العنوان كتابه عقد اللآل في تاريخ أوال فيذكر المؤلف أن سبب التسمية أراد مناسبته للمضمون ويؤكد ذلك بقوله وبما أنه لكل موجود من اسم يكون علما عليه مع موافقته للمسعى كموافقة اللفظ للمعنى كما قال الشاعر:
سموه جدار وذلك لما ... أن فاق في حسنه ونما 
فقد أخترنا له اسماً يوافق مسماه ولفظه يشف عن معناه وهو عقود اللآلئ في جزيرة أوال". 
يعتبر كتاب عقد اللآل في تاريخ أوال من أهم الكتب التي ألفها محمد علي التاجر ويبدو أن الكتاب قد طبع عن مسودة لم يكملها المؤلف لأسباب مجهولة، وبقي المخطوط مفقوداً لسنوات عديدة وقد ذكر مقدم الكتاب ومعده إبراهيم بشمي بأنه قد عثر على مخطوط الكتاب جهد طويل لدى أحد المهتمين بأدب وتاريخ المنطقة في مجلس من مجالس الثقافة والأدب في الشارقة، وقد بادرت مؤسسة الأيام للصحافة والتوزيع والنشر إلى نشره بعنوان "عقد اللآل في تاريخ أوال" سنة 1994.

### مضمون الكتاب وأقسامه
يتكون الكتاب المطبوع نحو 160 صفحة مع مقدمة الإعلامي إبراهيم بشمي وفهارس الكتاب وقسم المؤلف كتابه إلى قسمين رئيسين ركز في الأول على الجوانب الجغرافية والأنشطة الاقتصادية والجوانب الثقافية والاجتماعية لسكان جزر البحرين وقسم هذا القسم إلى أبواب وفصول متقاربة من حيث عدد الفصول وحجمها وقسمها بحسب المجالات وضم القسم الأول معلومات عامة عن البحرين وقسم هذا القسم إلى أربعة أبواب كل باب يحوي مجموعة من الفصول تناول في الباب الأول الذي ضم (ثمانية فصول) مقدمة ومعلومات عن أهمية التاريخ وتسمية البحرين والظروف الطبيعية والجغرافية والاقتصادية لجزر البحرين، بينما ركز في الباب الثاني الذي ضم ثمانية فصول على اللؤلؤ والمغاصات في البحرين وأهمية الغوص وظروفه والصعوبات التي تواجه هذه المهنة بالإضافة إلى معلومات عن أصناف اللؤلؤ والصدف وربما استفاد في كتابته هذه الفصول من خبرته وسفره إلى الهند مع والده الذي كان أحد تجار اللؤلؤ في البحرين وتناول في الباب الثالث الذي ضم خمسة فصول التقسيمات الجغرافية لجزر البحرين والمدن والقرى من حيث موقعها ومسمياتها وأشهر ما اتسمت به تلك القرى والجزر. أما الباب الرابع فضم ثلاثة فصول ركز فيها المؤلف عن الجوانب الثقافية والاجتماعية والدينية للبحرين قديماً.
أما القسم الثاني للكتاب فركز فيه المؤلف على تاريخ البحرين فعنوانه (تاريخ البحرين من العصور الأولى إلى الوقت الحاضر) ضم أربعة أبواب تناول في الباب الأول الذي ضم سبعة عشر فصلاً تاريخ البحرين القديم إلى الفتح الإسلامي معتمداً التسلسل الزمني من خلال تاريخ الدول المجاورة للبحرين، بينما تناول في الباب الثاني (الفتح الإسلامي) وضم تسعة وثلاثون فصلاً ابتدأه بدخول الإسلام إلى البحرين في عهد النبوة في القرن الثامن الميلادي وانتهاء بتاريخ البحرين وأحوالها في القرن الثاني عشر الهجري الثامن عشر الميلادي. أما الباب الثالث فيتناول عهد آل خليفة في البحرين في خمسة وخمسون فصلاً ابتدأه بنسب آل خليفة وهجرتهم إلى السواحل الغربية للخليج العربي واستقرارهم فيها وتأسيسهم كيانات سياسية وفتح البحرين انتهاء بأحداث البحرين في بداية القرن العشرين، وركز في الباب الرابع الذي ضم خمسة فصول على محاولة بريطانيا الانقلاب على حكم الشيخ عيسى بن علي آل خليفة وطبيعة العلاقات بين البحرين وبريطانيا سنة 1923.

### منهج المؤلف
اختار التاجر في تأليفه عقد اللآل في تاريخ أوال المنهج العلمي السائد في عصره في الكتابة التاريخية حيث البدء يتناول الشخصية المكانية والجوانب الجغرافية والطبيعية والانتقال بعدها إلى عرض تاريخ البلدان بحسب العصور التاريخية ابتداء من العصر القديم ومن ثم العصر الإسلامي والعصر الحديث وصولاً إلى عصر المؤلف أوائل العشرينات من القرن العشرين.
يعتمد التاجر منهج من سبقه من المؤرخين المحليين خاصة النبهاني والخيري في سرد الأخبار والأحداث التاريخية للبحرين بحسب الحقب التاريخية مبتعداً عن التعليق أو ابداء الرأي إلا في مناسبات قليلة، إلا أنه اختلف إلى حد كبير في طريقة كتابته عن من سبقه حيث تتسم غالبية فقرات الكتاب بالنقل الحرفي من النبهاني والخيري والريحاني دون تحديد الصفحة أو الفقرة التي تم اقتباسها وأحيانا يضيف عبارات من عنده للتفصيل أو التصويب مما يؤدي إلى وقوع لبس لدى القارئ بين ما هو منقول عن مصادر أخرى وما هو إضافة التاجر. ويلحظ بأن أغلب الإضافات التي أوردها التاجر خاصة ما يتعلق بالفترة الأموية ضعيفة ومن كتب ليست تاريخية متأخرة نسبيا تعود للقرنين الثامن عشر والتاسع عشر نذكر مثال ذلك اعتماده على كتاب الكشكول للشيخ يوسف البحراني خاصة ما يتعلق بأحداث البحرين في العصر الأموي ونجد أيضاً الاقتضاب والاضطراب الزمني واضحاً في تناول فترات العصفوريين (615-758هـ / 1218-1357م)، تأسست على يد عصفور بن راشد وسيطرت على جزر البحرين نحو 150 عاما والزنكيين (حكموا البحرين 636-651هـ/1238-1253م) بقيادة الأمير أبو بكر بن سعد السلغري بعد مقتل حاكمها سيف الدين الهرمزي ثم ضم القطيف وتاروت ومن ثم الدولة الكوركانية (تسمى التيمورية) سلالة تركمانية حكمت في بلاد ما وراء النهرين وشمال الهند والعراق والشام وشرق الأناضول وبلاد فارس وأول حكامها تيمورلنك وانتهت عام 1506 على يد الشيشانيون والهرمزيين ينسبون لمملكة هرمز التي ظهرت عام 1273 وتمكن سلاطينهم من بسط نفوذهم على نواح عديدة في الخليج العربي بما فيها أوال طيلة القرنين الرابع والخامس عشر الميلاديين وانتهى نفوذهم على يد البرتغاليين سنة 1507 والجبور (820-963هـ / 1417-1555م) تنسب لجبر بن جسين من بني عقيل بسطوا نفوذهم على سائر إقليم البحرين واتخذوا الأحساء مقرا لهم وبرز دورهم في مقاومة البرتغاليين في البحرين.

### موارد ومصادر الكتاب
تميز كتاب "عقد اللآل في تاريخ أوال" بكثرة المصادر والمراجع التي اعتمد عليها بالإضافة إلى كونه عاصر الكثير من الأحداث في تاريخ البحرين الحديث خاصة لدى حديثه عن عهد الشيخ عيسى بن علي آل خليفة وقدم معلومات مهمة في صفحات كتابه الأخيرة وفق ما رأه وسمعه بنفسه بحسب زعمه وفيها تفصيل لأحداث سنة 1923 في البحرين.
رجع الشيخ التاجر في كتابه "عقد اللآل في تاريخ أوال" إلى مصادر ومراجع عديدة منها أمهات كتب التاريخ والتراث منها تاريخ الرسل والملوك للطبري والكامل في التاريخ لابن الأثير وتاريخ ابن خلدون وتاریخ ابن عساكر ومروج الذهب ومعادن الجوهر للمسعودي وتاريخ أبو الفدا وتاريخ ابن الشحنة وكشف الغمة الجامع لأخبار الأمة لابن سرحان الأزكوي والإصابة في تمييز الصحابة لابن حجر العسقلاني و ديوان بن المقرب وفتوح البلدان للبلاذري والسيرة الحلبية المنشور باسم إنسان العيون وسيرة الأمين والمأمون لابن برهان الدين الحلبي والسيرة الدحلانية المعروف باسم السيرة النبوية والآثار المحمدية لأحمد بن زيني دحلان وتاريخ السديدي ومنجم العمران في المستدرك على معجم البلدان لمحمد خانجي ويشير له أحيانا باسم المنجم ذيل المعجم ومعجم البلدان لياقوت الحموي ومن المراجع الحديثة نهاية الأرب للألوسي ودائرة المعارف للبستاني والعرب قبل الإسلام لجرجي زيدان ومفاتيح الأدب في تواريخ العرب لمحمد علي بن أحمد وبلاد العرب الجنوبية وجريدة مظفري البوشهرية والكشكول ليوسف بن أحمد بن عصفور الدرازي البحراني ويشير له أحيانا باسم أنيس المسافر وجليس الحاضر ويشير الكتاب آخر له باسم لؤلؤة البحرين في الإجازة لقرني العينيين وتاریخ إیران لسرجان ملكم ويشير له أحيانا باسم تاريخ سرجان ملكم وكتاب قرة العين في الجزيرة وما بين النهرين للسيد رشيد السوري المنشور باسم قرة العين في تاريخ الجزيرة والعراق والنهرين لداود بن سعدي والدرس التام في التاريخ العام الملخص من كتب التواريخ الأوربية والعربية لأبي سعود وغيرها، إلا أن اعتماد التاجر الأكبر في تأليف كتابه عقد اللآل في تاريخ أوال كان على ما دونه أخوه الشيخ سلمان التاجر (توفي 1925) الذي لبث مدة مديدة لا يمر بشاردة ولا واردة تتعلق بالموضوع إلا قيدها وربما في ذلك ما يفيد بأن الكتاب هو تتمة لجهد سابق بذله أخاه، واعتمد التاجر وبشكل كبير على كتاب النبهاني التحفة النهائية في تاريخ الجزيرة العربية حيث اعترف بفضله بقوله: "صاحب السبق واضع حجر الأساس فضيلة الشيخ محمد بن خليفة النبهاني المكي حيث فاز بالسبق في تأليف تاريخ البحرين وقد أشار التاجر 1994م إلى كتاب النبهاني في حواشيه بتاريخ البحرين لابن نبهان ولأمين الريحاني في المتن والحواشي باسم أديب الفريكة بينما يشير الريحاني وكذلك على كتاب الخيري حضرة الأديب الفاضل المحقق المدقق المرحوم ناصر بن مبارك فإنه والحق يقال قد أجهد نفسه من سنين في تأليف تاريخ البحرين وتوخى فيه التحقيق والتدقيق والتنبؤ فأجاد وأفاد التاجر. وأيضاً اعتمد التاجر 1994م على كتاب الريحاني إذ نقل حرفياً فقرات كثيرة من كتابه ملوك العرب وقد أشار لبعضها ولم يشر للبعض الآخر. حيث يشير في حواشيه أحيانا بملخصات من ملوك العرب ببعض التصرف وربما نقل فقرات طويلة حرفيا عن النبهاني والريحاني دون إشارة إليهما.

## مغالطات تاريخية بحسب الحقب التاريخية

### مغالطات تاريخية في تاريخ البحرين قبيل الإسلام
نجد في كتاب عقد اللآل في تاريخ أوال اضطراباً ملحوظاً سواء في تسلسل عصور تاريخ البحرين أو في تناول أحداث تاريخ البحرين تقديماً أو تأخيراً حيث يتناول تاريخ البحرين قبل الإسلام وفق العناوين بني شبا ودادان (تضاربت الروايات عنهما فقيل قبائل عربية قديمة تنسب لمرثد بن جشم وأصلهم من همدان من اليمن وأقاليم جزيرة العرب وقيل فرع من الكوشيين وورد أن لشبا مدينة في جزر البحرين) الفينيقيون وجزائر البحرين، العمالقة يستولون على البحرين، المعينيون يستولون على البحرين، السبأيون يستولون على البحرين ثم يعود مرة ثانية إلى عناوين أخرى مع اضطراب وعدم وضوح وأحيانا تقديم وتأخير (الدولة الأشورية تستولي على البحرين، الدولة الحميرية تستولي على البحرين، الدولة الفارسية في البحرين، استيلاء اليونان على البحرين، استقلال العرب بالبحرين، البحرين تهاجم العراق، فارس تنتقم من العرب وتسترجع البحرين، كندة تسود على البحرين، فارس تسترجع البحرين) وبدون شك فإن تناول تاريخ البحرين من دون الانتباه للتسلسل الزمني للأحداث لا سيما في فترة قبل الإسلام أوقع القارئ في حيرة وارتباك في كيفية ترتيب أحداث تاريخ البحرين إذ من ضروريات كتابة التاريخ لا سيما التاريخ السياسي تناول أحداثه وفق ترتيب متسلسل زمنياً مما يساعد على الإحاطة والفهم بتلك الأحداث.
ذكر التاجر بأن من صعوبات كتابة تاريخ البحرين هو ربط تاريخها بما جاورها الا أنه أسهب في كتابه عقد اللآل في تاريخ أوال بالتفصيل في تاريخ وحضارة دول مجاورة للبحرين وأخرى دول إقليمية مثل ذلك دول بلاد فارس وبلاد الرافدين واليونان والإغريق وبلاد اليمن وجعل كل ذلك جزءاً من تاريخ وحضارة البحرين بشكل ملفت، وبدون شك للدول والحضارات المجاورة تأثيراً واضحاً وتواصلاً مع تاريخ وحضارة البحرين في مجالات مختلفة وفي عصور متعددة إلا أن الخلل يكمن حينما حاول إقحام أحداث وتاريخ دول مجاورة للبحرين في تاريخها من دون مناسبة وبتفصيل ما جاور البحرين على حساب ما حدث في البحرين حيث يتكلم بإسهاب عن الفينيقيين والعمالقة والمعينيون والسبأيون ودول الفرس المتعاقبة ودول بلاد الرافدين. لا يمكن أن ننكر بأن للدول التي ورد ذكرها تأثيراً وتأثراً بتاريخ البحرين بشكل مباشر أو غير مباشر لكن لا يعني أن نضع عناوين مبالغ فيها مثل السبأيون في البحرين، الفينيقيون في البحرين والساسانيون في البحرين أو القول البحرين في العهد الفينيقي والبحرين في العهد الساساني وبدون شك تناول تاريخ البحرين وفق هذا المنهج يعطي للقارئ صورة مغلوطة عن أحداث تاريخ البحرين لاسيما فترة قبل الإسلام. 
ومن المغالطات التاريخية التي يمكن أن تذكر عن بعض ما ورد في كتاب عقد اللآل وهو يتكلم عن أحوال البحرين السياسية قبيل انتشار الإسلام فيها قوله "ما برحت البحرين تحت تصرف الفرس حتى أسلمت" وقوله "ولاية البحرين للفرس" وهذا لم يثبت في أغلب المصادر التاريخية التي تناولت تاريخ العرب وشبه الجزيرة العربية قبل الإسلام، حيث كان للفرس الساسانيين وجوداً عسكرياً وسياسياً محدوداً في بعض المدن الساحلية في شرقي شبه جزيرة العرب وكان يتولى إدارة شؤون الحامية العسكرية الساسانية المرزبان وهو منصب إداري عسكري ويتولى أيضاً رعاية المصالح التجارية للدولة الساسانية، ولم يكن لمرزبان هجر إسيبخت نفوذاً أو سلطة على حاكم البحرين المنذر بن ساوى بل تشير الروايات التاريخية إلى نجاح المنذر بن ساوى في إقناع إسيبخت بالدخول في الإسلام وأسلم معه جمع ممن كان على ديانة المجوس المقيمين في البحرين. ومن المغالطات التاريخية المتفرقة التي وقع فيها صاحب كتاب عقد اللآل في تاريخ أوال والتي كان لها أثراً في تشويه تاريخ القبائل العربية في البحرين تذكر أمثلة منها عندما يتكلم عن هجرة بعض بطون القبائل العربية المستقرة في البحرين قبل الإسلام وانتشارها في شمال البحرين وجنوب العراق بعنوان البحرين تهاجم العراق وهذا بدون شك سوء فهم التاريخ العرب قبل الإسلام وفي صدره الأول إذ أن تنقل القبائل العربية بين نواحي شبه جزيرة العرب وأطرافها بما فيها البحرين وبين غرب وجنوب العراق وبلاد الشام إنما هي هجرات وتنقلات طبيعة معتادة عند تلك القبائل وبحسب الظروف السياسية والاجتماعية والاقتصادية المحيطة بها ولا تمثل بأي شكل من الأشكال غزو أو اعتداء.

### مغالطات تاريخية في تاريخ البحرين في العصور الإسلامية
أورد التاجر أثناء كلامه عن أحداث الردة التي حدثت في عهد الخليفة أبو بكر الصديق للفترة (11-12هـ / 632-634م) حيث قال: "وارتد سائر من بالبحرين من ربيعة خلا الجارود وهو بشر بن عمرو العبدي ومن تابعه من قومه". وهذا إطلاق يحتاج إلى دراسة وتحقيق حيث تشير المصادر التاريخية بأن حركة التمرد المسلحة التي ظهرت في البحرين في بداية العهد الراشدي كانت محدودة، حيث انضم إليها من بقى من المشركين والمجوس وبعض الطامعين بالسلطة وقلة من مانعي الزكاة من بعض فروع قبيلة بكر بن وائل أما سائر قبائل ربيعة خاصة عبد القيس وأغلب بطون بكر بن وائل وقبيلة تميم فقد ثبتت على الإسلام وانضمت إلى جيش العلاء بن عبد الله الحضرمي للتصدي لحركة التمرد ونجحت في محاصرة المرتدين والمتمردين ومطاردتهم في بعض نواحي البحرين إلى أن تم القضاء وبشكل نهائي على الجيوب المسلحة في إقليم البحرين وتم إعادة الاستقرار الإقليم البحرين وإعادته لإدارة الدولة الإسلامية في العهد الراشدي. ويكرر التاجر سوء الفهم ذاته عندما تناول الفتوحات الإسلامية ومشاركة القبائل العربية فيها والتي انطلقت من البحرين في العهد الراشدي بقوله البحرين تغزو فارس على عهد عمر، ومن الأخطاء التاريخية التي أوردها التاجر في كتابه عقد اللآل في تاريخ أوال هو اختلاقه أحداث لا أصل لها ومبالغة وتضخيم لأحداث أخرى خاصة ما يتعلق باتهام الخليفة الأموي عبد الملك بن مروان (65-86هـ / 685-705م) بمطاردة المعارضين خاصة العلويين من الكوفة إلى البحرين وقتل الكثير منهم وعلى رأسهم إبراهيم بن مالك الأشتر وزيد بن صوحان العبدي وصعصعة بن صوحان العبدي وإمعاناً بإلحاق الأذى بمعارضيه في البحرين بحسب تلك الروايات عمد إلى التخريب والنهب وتشريد الأهالي وطمر حوالي 200 من عيون الماء في البحرين أشهرها عين السجور، إلا أن الذي يظهر لنا بأن هذه الروايات لا أصل لها إذ أجمعت كافة المصادر التاريخية المعتمدة بعدم خروج عبد الملك بن مروان أثناء خلافته إلى البحرين وإنما اهتم بالتصدي لحركة الخوارج التي نشطت أبان خلافته في البحرين فأرسل سنة (73هـ / 692م) حملة بقيادة واليه على البصرة خالد بن عبد الله لمقاتلة الخوارج الذين كانوا بقيادة أبي فديك والذي تمكن من إلحاق هزيمة بجيش الأمويين مما اضطر الخليفة إلى إرسال حملة جديدة سنة (74هـ / 693م) بقيادة عمر بن عبد الله الذي تمكن في جواثا من إلحاق هزيمة بالخوارج وقتل قائدهم وتمكن الأمويون بذلك من إنهاء سيطرة الخوارج النجدات على البحرين ولم تذكر الروايات التاريخية لا من قريب ولا من بعيد دخول جيش الأمويين إلى جزيرة أوال. ولا بد من الإشارة أيضاً بأن أغلب الأسماء التي أوردتها الروايات المحلية المتأخرة التي اعتمدها التاجر وزعمت مقتلهم في البحرين على يد عبد الملك بن مروان جميع هؤلاء ماتوا أو قتلوا في العراق وبعضهم كان قبل عهد عبد الملك بن مروان إذ قتل زيد بن صوحان في البصرة في معركة الجمل سنة (36هـ / 656م)، بينما مات صعصعة بن صوحان سنة (56هـ/676م) في الكوفة، بينما قتل إبراهيم بن مالك بن الأشتر سنة (71هـ / 690م) في سامراء شمال بغداد حيث كان ضمن جيش مصعب بن الزبير.
وأشار التاجر أثناء حديثه عن نهاية العصر الإسلامي في البحرين إلى تبعية البحرين للدولة الفارسية إبان زحف المغول على المشرق الإسلامي وسيطرتهم على بلاد فارس في عهد هولاكو ومن ثم عهد جنكيز خان وبقيت تحت حكم الدولة الفارسية مدة دولة هولاكو وأولاده واستمرت كذلك طيلة عهد جنكيز خان، والمعلوم تاريخياً بأن جنكيز خان مؤسس الامبراطورية المغولية لم يدخل بغداد ولم يصل إلى جزيرة البحرين والخليج العربي حيث توفي في بلاد فارس سنة (625هـ/1227م) أما هولاكو فهو أحد أحفاده وتولى قيادة جيش المغول سنة (653 هـ / 1255م) وتم تكليفه بمهمة اجتياح ما بقي من الدول الإسلامية في جنوب غربي آسيا وتمكن من دخول بغداد واسقاط الخلافة العباسية سنة (656 هـ / 1258م) ووصل إلى بلاد الشام ومن ثم انسحب إلى بلاد فارس بسبب حدوث خلافات حول عرش الامبراطورية المغولية ولم يرد ما يثبت بامتداد حكمه إلى البحرين والخليج العربي. وورد أيضاً في كتاب عقد اللآل في تاريخ أوال استيلاء الدولة الكوركانية الفارسية على البحرين. واستمرت على ذلك طيلة عهد تيمورلنك. ومن خلال العودة لكتب التاريخ يتضح لنا أن المغول لم يحكموا البحرين بصورة مباشرة ولم يصل إليها تيمور لنك، ولم يكن للمغول وجود فعلي في البحرين وإنما خضع العصفوريون أثناء حكمهم لجزيرة البحرين (654-785هـ / 1256-1383م) لنفوذ سياسي واقتصادي من قبل ملوك أسرة الطيبين وهي أسرة ثرية حكمت إقليم فارس وجزر الخليج العربي خاصة هرمز وخارك وقيس والبصرة وشيراز حيث خضع العصفوريون لنفوذ الطيبين للفترة (693-725هـ / 1294-1325م) حيث حكم الطيبون باسم المغول وبعد زوال حكمهم سيطرت مملكة هرمز على ممتلكاتهم ونالت هرمز اعترافاً اسمياً وتأييداً شكلياً من قبل المغول وكان لهرمز نوع من النفوذ على العصفوريين في البحرين.

### مغالطات تاريخية في تاريخ البحرين الحديث
وردت لدى التاجر عدة مغالطات تاريخية أثناء عرضه تاريخ البحرين الحديث منها مثلاً أثناء تناوله موضوع "استيلاء الشيخ الجبري على جزيرة البحرين" وقال: "في سنة نيف عشر بعد المائة والألف استقل بالبحرين الشيخ الجبري وهو من بقايا الجبريين الذين كانوا يحكمون الأحساء" ويسرد التاجر نقلاً حرفياً عن النبهاني قصة الشيخ الجبري مع وزيره فرير بن رحال ودور زوجته في إقناع حاكم شيراز بتجهيز جيش بقيادة معين الدين فالي لغزو البحرين فتقابل الجيشان وحصلت بينهما معركة عظيمة قتل فيها الشيخ الجبري وتفرق جيشه وهو آخر الحكام الجبريين واستولى الشاه عباس الثاني على البحرين. وأتى التاجر بعنوان آخر "استقلال الشيخ جبارة بالبحرين" في أواخر أيام الدولة الصفوية ملك جزيرة البحرين الشيخ جبارة الهولي وهو من عرب سواحل فارس. وادعى الاستقلال بها وبقيت تحت حكمه إلى أن قام نادر شاه واستولى على عرش إيران استرجع جزيرة البحرين من الشيخ جبارة. ويبدو من مراجعة المراجع التي تناولت تاريخ البحرين الحديث حصول خلط وتكرار لدى التاجر بين الأسماء فتارة يستخدم الشيخ الجبري وهو من بقايا الجبريين الذين كانوا يحكمون الاحساء وفي عنوان آخر يستخدم "استقلال الشيخ جبارة الهولي وهو من عرب سواحل فارس" بينما كتب التاريخ تشير إلى حكم الشيخ جبارة بن ياسر النصوري للفترة (1719-1736م) وينتهي نسب النصور إلى أحد بطون الجبور من بني خالد وحدث لدى التاجر خلط وتقديم وتأخير لأحداث وقعت في حقب تاريخية مختلفة منها ما يعود إلى فترة الشاه عباس الاول (1588-1629م) وأخرى إلى نهاية عهد الصفويين وبداية عهد نادر شاه (1736-1747م) فضلا عن ورود بعض المبالغات مما يجعل بعض الروايات أقرب إلى الأساطير من الحقيقة. ومن المغالطات التاريخية التي وردت لدى التاجر ذكره بأن دخول الصفويين إلى البحرين في عهد الشاه عباس وإنهاء النفوذ البرتغالي حدث سنة 1622 بينما المراجع التاريخية ترجح انتهاء نفوذ البرتغاليين في البحرين سنة 1602.

### إشكالية بلاد فارس والبحرين
من الأخطاء الفادحة التي وقعت فيها التاجر في مؤلفه عقد اللآل في تاريخ أوال الإشارة بصورة مباشرة أو غير مباشرة إلى عائدية البحرين لبلاد فارس وقد أوقعت بعض العناوين ومتونها كثيراً من المثقفين والقراء بمغالطات فادحة عن تاريخ البحرين لا سيما في فترة ما قبل الإسلام والقرون الإسلامية الأولى والتاريخ الحديث للبحرين، وأمثلة ذلك كثيرة منها إشارته إلى خضوع البحرين للفرس في عهد الدولة الإخمينية (530-331 ق.م) حيث يقول قام كورش بفتوحات كبيرة فاستولى على البحرين وبقيت البحرين تحت حكم الدولة الفارسية إلى آخر حياة دارا بن أردشير الثالث. ويشير مرة أخرى إلى عائدية البحرين لبلاد فارس في عهد الدولة الساسانية إذ وضع التاجر عنوانا يشير إلى ذلك صراحة بقوله: "فارس تنتقم من العرب وتسترجع البحرين" حيث تناول حملة سابور ذي الأكتاف سنة 325 ضد العرب في أطراف البحرين مفصلاً في سير الحملة التي ابتدأها بسواحل الخليج العربي الشرقية "سار بهم إلى العرب لينتقم منهم فقتل من وجد منهم في سواحل فارس ولم يبق على أحد وأسر وأكثر من القتل ثم واصل حملته إلى السواحل الغربية للخليج العربي حيث مدن ونواحي البحرين ثم قطع البحر إلى القطيف والأحساء فقتل من كان بهما من تميم وبكر بن وائل وعبد القيس وإياد وغور مياه العرب وكان يخلع أكتاف الأسرى وقيل يمزقها ولهذا عرف بذي الأكتاف ثم قفل إلى البحرين ففر من بها من العرب خوفا منه بعد ما بلغهم من أفعاله بغيرهم". ويؤكد أيضاً سيطرة الفرس الساسانيين على البحرين بقوله "وكان ذلك نحو سنة 325 وبقيت البحرين وما جاورها من جملة أعمال مملكة الساسانية الفارسية فلبثت تحت حكمهم نحو قرن كامل أو يزيد". 
على الرغم من اعتماد التاجر في بعض ما أورده على بعض الروايات التاريخية التي أوردها ابن الأثير والمسعودي فضلاً عن اعتماده على كتاب سرجان ملكم تاريخ إيران إلا أنه حاول تبرير ما قام به سابور من غزو واحتلال وتدمير المدن ونواحي البحرين وما ارتكبه من قتل وابتكار طرق جديدة للتعذيب وطمر المياه العيون بأن كل ذلك جاء نتيجة ردة فعل على ما قام به العرب من عبث في مملكة بلاد فارس بحسب قوله مع تأكيده لعائدية البحرين لبلاد فارس واستمرار خضوعها للساسانيين لقرن أو أكثر منذ سنة 325 وكل ذلك من مغالطات ومبالغات وخلط بين الروايات وعاد التاجر مرة أخرى ليؤكد عائدية البحرين لبلاد فارس في عهد الساسانيين بإشارته إلى محاولة كسرى أنو شروان استرجاع البحرين بحسب قوله بعد إقصاءه الحارث الكندي ويرجح ذلك بقوله "وهنا لم تصرح لنا كتب التاريخ هل استعادت فارس البحرين أم لا؟ ولكن الراجح أنها استعادتها وذلك لأن الحارث الكندي وأولاده كانوا كعمال لقباذ والد أنو شروان فسواء كان أمراؤها كنديين أم الخميينين فهم يعملون لدولة الفرس"، وهذا ترجيح مغلوط اذ أن وجود علاقات بين قبائل البحرين وبين ملوك كندة أو أمراء المناذرة أو وجود بعض النفوذ للقوى المذكورة لدى بعض القبائل العربية في بعض نواحي البحرين لا يعني بالضرورة هيمنة تلك القوى على البحرين أو تبعيتها لبلاد فارس وفي نفس الوقت وجود علاقات بين مملكة كندة ودولة المناذرة مع الدولة الساسانية لا يعني أيضاً بإن تلك القوى جزء من الدولة الساسانية، حيث أفادت الأخبار في مختلف المصادر خلاف ذلك إذ أكدت وجود زعامات عربية متعددة في إقليم البحرين خصوصا قبيل الإسلام ومنها المنذر بن ساوى حاكم البحرين، وكانت لتلك الزعامات علاقات مع الكيانات السياسية المجاورة للبحرين وعلاقات في بعض الفترات مع الدولة الساسانية ولا يعني ذلك التبعية بل كانت تتعرض لغزو وحملات مستمرة تصدت لها. ويعود التاجر مرة أخرى ليؤكد ما ذهب اليه سابقا ألا وهو عائدية البحرين لبلاد فارس في عهد الساسانيين قبيل انتشار الإسلام فيها بقوله: "كان المؤرخون بنو استدلالهم ببقاء البحرين تحت سلطة الفرس على وجود عمال الفرس فيها إلى زمن الفتح الإسلامي" ويعود إلى تأكيد ذلك حينما تكلم عن وصول العلاء بن الحضرمي إلى البحرين حاملاً رسائل النبي صلى الله عليه وسلم إلى زعمائها يدعوهم إلى الإسلام بقوله كانت ولاية البحرين للفرس. بينما نجد كتب التاريخ والسير تشير إلى وجود زعامات قبلية عربية متعددة في البحرين بالإضافة إلى زعامة المنذر بن ساوى التميمي الذي اشتهر بحاكم البحرين بينما كان للفرس وجوداً محدوداً يتمثل بجالية فارسية صغيرة في بعض سواحل الخليج العربي مع وجود حامية عسكرية صغيرة بقيادة أسبيخت مرزبان هجر في عهد النبوة وكان معاصراً ومقرباً لحاكم البحرين المنذر بن ساوى التميمي وكان قائدا للحامية والجالية الفارسية في هجر، واستلم رسالة من النبي صلى الله عليه وسلم أوصلها الصحابي العلاء بن عبد الله الحضرمي وأسلم وحسن إسلامه وسمي عبد الله بن إسبيخت والمكعبر فيروز بن جشيش قائد عسكري وإداري ساساني تولى إدارة الحامية الفارسية في الزارة، رفض الإسلام وشارك في حروب الردة حتى قتل، ويدعى هو أزاد بن فيروز بن جشيش وسمته العرب المكعبر لأنه كان يقطع الأيدي والأرجل وكان يلقب كل منهما بلقب إداري عسكري وهو المارزبان. وقد وجه النبي صلى الله عليه وسلم ستة رسائل إلى زعماء البحرين يدعوهم إلى الإسلام خمسة منها إلى زعماء عرب وواحدة إلى أسبيخت وهذا دليل قاطع على محدودية تواجد الفرس الساسانيين في البحرين وعدم تبعيتها لبلاد فارس كما ذهب إلى ذلك التاجر.
ويعود التاجر ليؤكد في عقد اللآل في تاريخ أوال مرة أخرى إلى عائدية البحرين لبلاد فارس في بعض فترات العصر الإسلامي والتاريخ الحديث منها في أحداث سنة (700هـ / 1300م) بقوله: "استيلاء الدولة الكوركانية الفارسية ... فخضعت البحرين لحكومة الشاه محمد خدانبده وبقيت تحت حكم الدولة الفارسية ... فكان يتعاقب على جزائر البحرين عمال من فارس" وأورد في موضع آخر: "ولما استولى الشاه عباس على جزيرة هرمز أرسل عساكره إلى جزيرة البحرين ... واسترجع بلاد البحرين منهم واستلم إدارتها وسقط عنها حكم البرتغال".
وظهرت إشكالية بلاد فارس والبحرين في كتاب عقد اللآل في تاريخ أوال في مواضع أخرى حيث أورد عناوين "فارس تنتقم من العرب وتسترجع البحرين" و"فارس تسترجع البحرين" و"نادر شاه يسترجع البحرين" و"رجوع البحرين إلى دولة فارس" و"دولة إيران تسترجع البحرين من البرتغاليين". بينما حينما يتناول الدولة العربية والحكام العرب الذين تعاقبوا على حكم جزيرة البحرين يضع عناوين "استيلاء أبو البهلول على جزيرة البحرين" و"استيلاء يحيى بن العياش على جزيرة البحرين" و"استيلاء العيونيين" و"استيلاء آل عصفور على البحرين" و"استيلاء الحكومة الأجودية (الجبور) على البحرين" و"استيلاء آل خليفة على البحرين"، وبدون شك إن استخدام المؤلف عبارة "تسترجع، يسترجع، رجوع" أثناء تناوله أحداث البحرين وبلاد فارس بينما يستخدم كلمة "استيلاء" أثناء تناوله الدول العربية والحكام العرب الذين حكموا البحرين يشير ذلك بأن المؤلف قد شكك بهوية البحرين وعروبتها وأكد بصورة مباشرة أو غير مباشرة بعائدية البحرين لبلاد فارس بل يشير إلى ذلك صراحة أثناء كلامه عن الحملة العسكرية ضد البحرين أيام الشاه عباس الصفوي سنة 1602م بقوله: "فقاتلهم فيها فقهرهم واسترجع بلاد البحرين منهم واستلم إدارتها وكان ذلك اليوم يوماً مشهوداً عند العرب الوطنيين ومن ذلك اليوم عادت للدولة الصفوية". 
وتتضح إشكالية البحرين وبلاد فارس بشكل جلي في استخدام التاجر لفظ "الخليج الفارسي، خليج فارس، خليج العجم" بدلاً من "الخليج العربي" في مواضع عديدة في كتابه ويخالف بذلك أغلب الجغرافيين والمؤرخين والرحالة والمستشرقين الذين أشاروا صراحة بأن الاستخدام الصحيح للخليج هو الخليج العربي وأن ذلك بدون شك يؤدي إلى تشكيك لدى المثقف والقارئ لتاريخ البحرين بل ساهم في حدوث خلط تاريخي وتشويه للحقائق لا سيما في فترة ما قبل الإسلام والعصر الوسيط والحديث من تاريخ البحرين.

### مغالطات عامة في تاريخ وجغرافية البحرين
من المغالطات التاريخية التي وردت في كتاب عقد اللآل في تاريخ أوال قوله عن جزيرة أوال "أنها كانت عامرة بالسكان في قديم الزمان ... كان فيها من المدن ثلاثون مدينة ومعها ثلاثمائة من القرى ولكنها وقد كانت دائماً مطمع الفاتحين والمستعمرين ابتليت بما يتقدمهم ويرافقهم ويتبعهم من الفتن والحروب والخراب والدمار وهجر الديار قراراً فتداعى قسم من عمرانها واضمحل ولم يبق فيها اليوم سوى ثماني مدن وبعض القرى التابعة لها" ويقول في موضع آخر "وكان يقصدها الطلاب من أقاصي البلدان وكانت تدعى بدار العلم كما دعيت به شيراز بعد ذلك ولكن استحوذ الشقاء بعد ذلك على بلاد البحرين وتلت قرون الأمن والأمان، قرون الغزو والسلب والظلم والإرهاق، فطاردت العلم والعلماء وأخلت منهم الديار وشتتهم في الأمصار إلى مثل فارس والهند والعراق وبقيت مواضع العلم ومدارس التدريب تندب قاطنيها لوحشتها بعدهم بعلاها غبار الخمول وكور شمسها بالأفول إلى أن استحالت إلى أطلال دوارس". ومن المغالطات الأخرى ما يتعلق بتسمية المحرق بهذا الاسم نسبة إلى طقوس أكاسرة الفرس الذين استوطنوا البحرين وكان لهم معبد نار "لا تبرح به النار متقده كان فيها فغلب عليها وعرفت به" وأيضاً ما يتعلق بمسمى دار كليب بأنها "كانت مصيفاً لكليب بن وائل بن تغلب ومنها جاءت تسميتها" وأيضاً "قرية المالكية عرفت بهذا الاسم نسبة إلى نزول إبراهيم بن مالك" و"قرية الزنج تسميتها بهذا الاسم له علاقة بصاحب الزنج الذي استولى على البحرين وعاش في البصرة والعراق" و"قرية عسكر ويظن أنها كانت معسكرات أهل البحرين في حربهم مع جند عبد الملك بن مروان" ويذكر في موضع آخر عن الزراعة في البحرين "وزرع فيها تجارب للقطن وكان لزراعته فيما مضى شأن مهم ... ثم أهمل ولعل سبب اهماله ناتج عن تعطيل أكثر أنواع النسيج الذي كان رائجاً قبل مهاجمة الصناعة الأوربية للشرق" ويذكر أيضاً "كثرة النخيل والأشجار والثمار وكان بها نحو 800 نوع أو تزيد من أنواع الرطب وكان يضرب بها المثل فيقال كناقل التمر إلى أوال" ويبدو أن ما تقدم هو بمثابة إطلاق وتعميم من غير دليل تاريخي وتوثيق بل لا يخلو من مبالغات ولا يعدو كونه من نسج الخيال ومن قبيل القصص والأساطير التي لا تصمد أمام النقد التاريخي الأصيل بل ربما أراد من أشاعها تأصيل لفكرة شتات أبناء البحرين وعلمائها وضرب مدنها وله في ذلك مأرب سياسية وفكرية معلومة وأورد التاجر أثناء كلامه عن المنامة "بها نهر يشقها من أولها إلى آخرها ... وهذا النهر هو المعروف بالمشبر ... وحيث أن للمشبر مكانة عند أهل المنامة تفوق مكانة رافدي العراق الدجلة والفرات عند العراقيين" ولم يرد شيء من ذلك في كتب الجغرافيين والمؤرخين والرحالة العرب وغيرهم من المهتمين بدراسات تاريخ وجغرافية البحرين ومن المرجح أن تكون هذه المعلومات هي من قبيل القصص الشعبي التي يتداوله عامة الناس.

## خاتمة
أهمية الاطلاع على الحياة السياسية والاجتماعية والاقتصادية والثقافية السائدة في المجتمع، لما لها من تأثير على الجوانب العلمية، وعلى حركة التأليف والتدوين والكتابة خاصة في الدراسات التاريخية. 
كان للخلفية الثقافية والاجتماعية والدينية لمؤلف الكتاب الشيخ محمد علي التاجر دوراً مهماً في توجيه المؤلف وميوله والتأثير على أرائه في كتابه "عقد اللآل في تاريخ أوال". 
على الرغم من اعتماد الشيخ محمد علي التاجر على عدد كبير من المصادر والمراجع والروايات الشفوية فضلاً عن معاصرته لبعض أحداث البحرين في مطلع القرن العشرين الا أن كتاب الشيخ النبهاني "التحفة النبهانية في تاريخ الجزيرة العربية" وكتاب ناصر الخيري "قلائد النحرين في تاريخ البحرين"، وأمين الريحاني "ملوك العرب" فضلاً عن انتفاعه الكبير من مدونات أخيه الأكبر سلمان التاجر تمثل موارده الرئيسة في تأليفه كتابه "عقد اللآل في تاريخ أوال". 
على الرغم من كون مؤلف التاجر يعد أحد المحاولات لتدوين تاريخ البحرين بشكل شمولي وفق المنهج التاريخي السائد في مطلع القرن العشرين، الا أن التزامه في التدوين بمنهج جمع الروايات والأخبار التاريخية وتدوينها دون تمحيص أو تدقيق، وابتعاد شبه تام عن ممارسة التحليل والنقد أثناء كتابته مؤلفه عقد اللآل في تاريخ أوال، كل ذلك جعل كتابه لا يرقى من حيث الأهمية إلى المؤلفات التاريخية التي ألفت في مطلع القرن العشرين، وبذلك لا يمثل ما كتبه إضافة مهمه في كتابة تاريخ البحرين. 
ورد في كتاب عقد اللآل في تاريخ أوال جملة من المغالطات التاريخية والأخطاء المنهجية والتي أوقعت القراء والباحثين في حيرة وارتباك تجاه بعض أحداث البحرين في العصور المختلفة خصوصا تاريخ البحرين قبل الإسلام والعصور الإسلامية، علاوة على ذلك كان لبعض الروايات التي أوردها المؤلف ساهمت في تشويه جوانب من تاريخ البحرين خصوصاً في المرحلة التي سبقت ظهور الإسلام فضلا عن مرحلة العصور الإسلامية. 
تبرز لنا أهمية أن تحظى المؤلفات والمراجع المحلية في تاريخ البحرين إلى مزيد من الدراسة والبحث والتدقيق والتحليل التاريخي وقراءة نقدية لتمحيص وتحقيق ما ورد فيها من اخبار وأحداث تاريخية. 